# Рій Євген Васильович
Євген Васильович Рій (нар. 14 квітня 1967, Козівка, Україна) — український педагог, громадсько-політичний діяч, літератор.

## Життєпис
Євген Васильович Рій народився 14 квітня 1967 року в селі Козівці Тернопільського району Тернопільської області (нині Україна).
Закінчив Тернопільське СПТУ-1 (1985), Тернопільський педінститут (1992, тепер Тернопільський національний педагогічний університет імені Володимира Гнатюка). Працював вчителем у селах Заривинці та Пишківці Бучацького району, викладачем Бучацького історико-філософського ліцею (тепер колегіум ім. св. Йосафата). Указом Президента УКРАЇНИ № 619/2009 18 серпня 2009 року йому було присвоєно звання Заслужений працівник освіти України.
Від 2000 року — голова Бучацької районної організації професійної спілки працівників освіти та науки. З 2005 року — заступник голови Бучацької РДА з гуманітарних питань.
Член КУНу: від 1993 — голова Бучацької районної організації, від 2005 — член центрального проводу. З 2006 року — заступник голови ТОО УНП. Депутат Тернопільської облради від УНП. заступник голови фракції. Кандидат у народні депутати (безпартійний) № 155 у списку партії «Наша Україна». Очолив список кандидатів від Української Галицької партії на виборах до Бучацької районної ради-2015.
Автор:
- книги «Національна навчально-виховна концепція. Думки та пропозиції» (2003)
- збірки поезій «Охрещення душі» (2004).
- програми підготовки молоді до вступу в молодіжні організації.

Леся Горлицька написала пісню на його слова.